# TD–1A
TD–1A  (Thor-Delta = TD, műhold 1A) az ESRO-val együttműködve német mérnökök által készített, irányított tudományos, csillagászati műhold.

## Küldetés
Európai Űrkutatási Szervezet (ESRO) több tudományos műholdat épített, amelyeket amerikai hordozórakétákkal juttattak pályára.  A programban részt vevő Űrügynökségek: Franciaország, Hollandia, Nagy-Britannia, Svédország és az NSZK.

## Jellemzői
Az ESRO megbízásából építette a német ERNŐ, a francia Mecanique-Aviation-TRAction (Matra), a svéd SAAB AB (Saab) partnerek. Üzemeltető az ESRO.
Feladata UV tartományban különféle elektromágneses sugárzások mérése, elősegítve a világűr (csillagok) megismerését.
Megnevezései: TD–1A; Thor Delta (TD–1A); kódszáma SSC 5879; COSPAR: 1972-014A
1972. március 12-én a Vandenberg légitámaszpontról egy Thor–Delta hordozórakéta SLC–2E (LC–Launch Complex) jelű indítóállványról juttatta magas Föld körüli pályára (HEO = High-Earth Orbit). Az orbitális egység pályája 95,4 perces, 97,6 fokos hajlásszögű, elliptikus pálya perigeuma 524 kilométer, az apogeuma 551 kilométer volt.
Európa első 3 tengelyesen stabilizált műholdja. Tömege 473, amiből 120 kilogramm a műszerpark volt. A téglalap formájú űreszköz alsó és felső modulból állt, méretei: magassága 2,2, oldalai 0,9x1 méter. Az űreszköz kétoldalú szárnyfelületét  9360 szilícium napelem borította (5 méteres fesztávval), éjszakai (földárnyék) energia ellátását nikkel-kadmium akkumulátorok biztosították. Tengelye körül forgó mozgást végzett. Üzemidejét 6 hónapra tervezték (2 év lett), biztosítva a világűr vizsgálatát. Két hónapos üzemelés után május 23-án-án az adatokat rögzítő magnó elromlott. Az adatok egyidejű fogadására 40 rögzítő állomást aktivizáltak, eredményeként az adatok 95%-át értékelhetően rögzítették. Októbertől – 1973. februárig a tudományos munka szünetelt, majd 1973. októberig folytatódott. A tudományos munka megint szünetelt, 1974. márciusában újra indult. Pályakorrekciókat hideg gáz fúvókáival biztosította. Technikai okok miatt megszűnt a stabilizáció, elfogyott a korrekciót segítő üzemanyag. Szolgálata alatt pályasíkjában 2,5-ször feltérképezte a világűrt. Az elkészült GALEX katalógus 2003-ig volt használatban.

### Műszerparkja
1. UV távcső (angol-belga fejlesztés) és egy spektrométerrel folyamatosan vizsgálta az eget (135-300 nm hullámhosszon),
2. az UV távcsövet és a spektrométert mozgató mechanika (200-300 nm részletességgel),
3. kettő szilárdtest detektor és egy Cserenkov-detektor,
4. proporcionális számláló 2-30 keV energia tartományban,
5. gamma-sugarak elemzése 50-500 MeV energia tartományok között,
6. szcintillációs detektor 20-700 keV energia tartományban,
7. egy érzékeny szikra videokamera (MIMOSA) a Cserenkov-detektor által érzékelt (70-300 MeV tartományokban) gamma-sugárzás kimutatására.

1974. április 5-én, indítását követő 24. hónapban (2 éves üzemelés) befejezte működését. 1980. január 9-én 2859 nap (7.83 év) múlva belépett a légkörbe és megsemmisült.

## Külső hivatkozások
- TD–1A. lib.cas.cz. [2013. október 13-i dátummal az eredetiből archiválva]. (Hozzáférés: 2014. január 31.)
- TD–1A. astronautix.com. (Hozzáférés: 2014. január 31.)
- TD–1A. nasa.gov. (Hozzáférés: 2014. január 31.)
- TD–1A. nasa.gov. [2011. június 9-i dátummal az eredetiből archiválva]. (Hozzáférés: 2014. január 31.)
- TD–1A. archive.org. [2006. október 16-i dátummal az eredetiből archiválva]. (Hozzáférés: 2014. január 31.)
- TD–1A. skyrocket.de. (Hozzáférés: 2014. január 31.)
- TD–1A. bernd-leitenberger.de. (Hozzáférés: 2014. január 31.)